# 비주얼 머천다이징

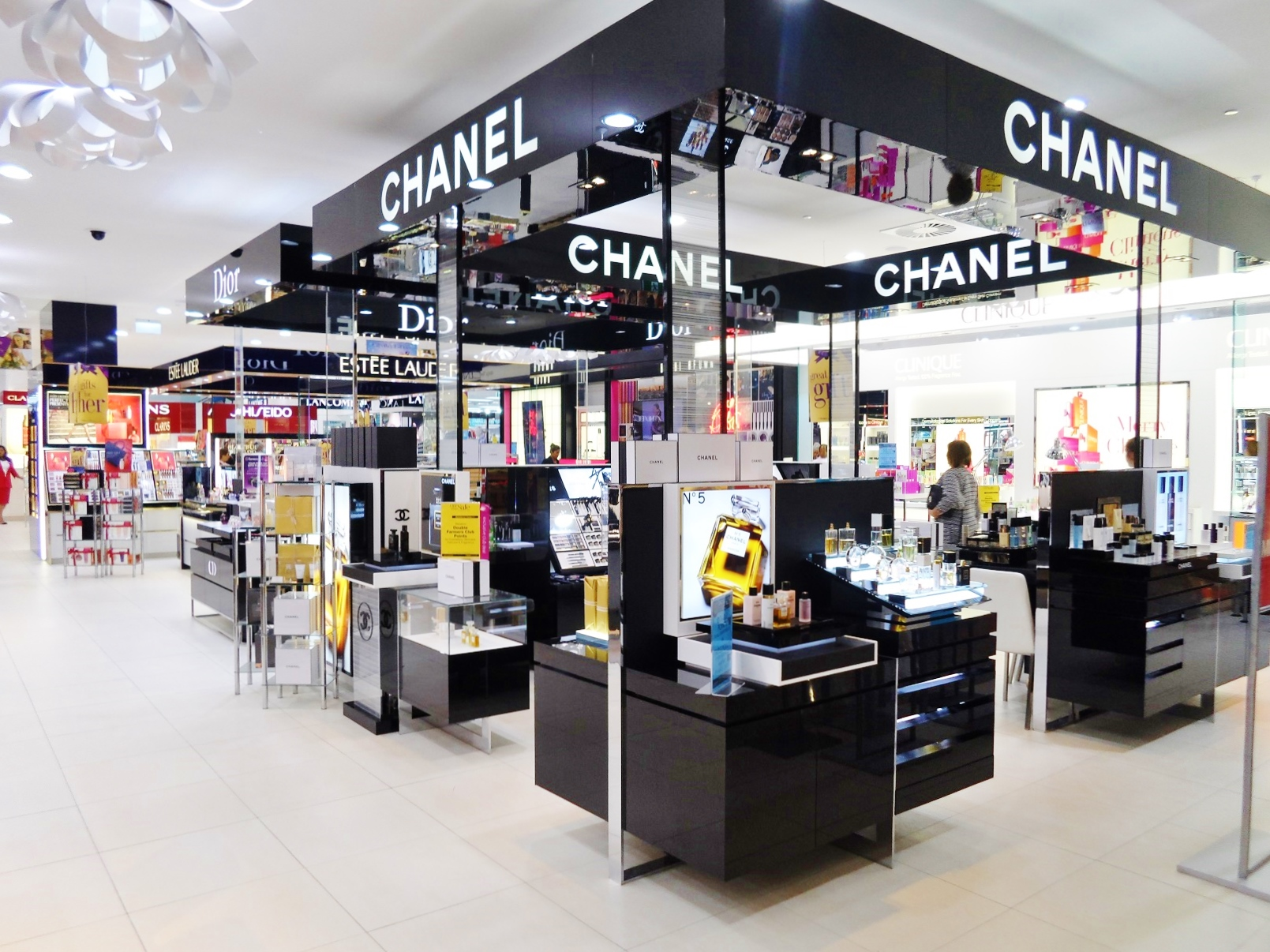

비주얼 머천다이징(Visual Merchandising, VMD)은 디스플레이의 하위개념으로 상업적인 목적성이 강한 일종의 전시와 진열의 의미이다. 제품과 서비스의 특징과 이점을 더 잘 강조하기 위해 제품과 서비스의 표현을 최적화하는 것은 소매 업계의 관행이다. 이러한 비주얼 머천다이징의 목적은 고객의 구매를 유도하고, 참여시키고, 동기를 부여하는 것이다.
비주얼 머천다이징은 전통적으로 오프라인 매장에서 관찰자를 자극하고 관심을 불러일으키기 위해 조명, 색상 조합, 장식품을 혼합하여 사용한다.